# 小林正夫
小林 正夫（こばやし まさお、1947年5月11日 ‐ ）は、日本の政治家。国民民主党顧問。民社協会顧問。
参議院議員（3期）、厚生労働大臣政務官（菅直人第1次改造内閣・菅直人第2次改造内閣）、参議院経済産業委員長・厚生労働委員長・政治倫理の確立及び選挙制度に関する特別委員長、民進党副代表、旧国民民主党副代表、同総務会長、国民民主党参議院議員会長、全国電力関連産業労働組合総連合副会長、民社協会会長等を務めた。

## 来歴
東京都中野区生まれ。1966年、東京都立世田谷工業高等学校（現：東京都立総合工科高等学校）電気科を卒業し、東京電力に入社。東電入社4年目で東京電力労働組合の役員に就任し、組合専従へ転じた。1989年、連合東京政策局長。1997年より東電労組中央書記長、1999年より東電労組中央副執行委員長。2002年、全国電力関連産業労働組合総連合副会長に就任した。
2004年の第20回参議院議員通常選挙に民主党公認で比例区から出馬し、党内最多の30万票あまりを獲得して初当選した。2010年の第22回参議院議員通常選挙で再選。参議院厚生労働委員長・政治倫理の確立及び選挙制度に関する特別委員長を経て、2011年9月、菅直人第1次改造内閣で厚生労働大臣政務官（労働、子育て担当）に任命され、菅直人第2次改造内閣まで務めた。
2016年、第24回参議院議員通常選挙で3選。同年、参議院経済産業委員長に就任した。
2017年10月27日、民進党代表の前原誠司が、同月の衆院選で党を分裂させる形で戦う原因をつくったことについて陳謝し、引責辞任を正式に表明。前原の辞任に伴う代表選挙（10月31日実施）では大塚耕平の推薦人に名を連ねた。
2018年3月3日には高木義明に代わって民社協会会長に選出された。2018年5月7日、民進党と希望の党の合流により結党された国民民主党に参加。
同日、副代表に就任した。9月11日より総務会長に就任。
2020年9月1日、産業別労働組合の支援を受ける国民民主党の小林正夫（電力総連）、浜野喜史（同）、矢田稚子（電機連合）、浅野哲（同）、古本伸一郎（自動車総連）、濱口誠（同）、礒﨑哲史（同）、川合孝典（UAゼンセン）、田村麻美（同）ら組織内国会議員9人は、立憲民主党と国民民主党が合流する新党に参加しないと決めた。9月7日、玉木雄一郎を中心とする新「国民民主党」に加わる国会議員の募集が締め切られ、9人のうち小林、浜野、矢田、浅野の4人が同党に入党届を提出したことが明らかとなった。9月18日告示の参院会派「国民民主党・新緑風会」の参院議員会長選挙に立候補。他に立候補者がいなかったことから、18日の議員総会で会長就任が承認された。
2022年7月10日投開票の第26回参議院議員通常選挙には立候補せず、3期18年で引退（電力総連の組織内候補としては竹詰仁が後継で立候補し当選）。8月、党顧問に就任。同年、旭日重光章受章。
2023年5月13日、民社協会会長を退任し（後任は川合孝典）、顧問に就任。
議員時代は茨城県に在住していたが、引退後は妻の実家がある東京都練馬区に転居し、地域活動の傍ら2024年4月からは武蔵大学の特別履修生として在学。

## 役職

### 内閣
菅第1次改造内閣・菅第2次改造内閣
- 厚生労働大臣政務官

### 参議院
- 経済産業委員長
- 厚生労働委員長
- 政治倫理の確立及び選挙制度に関する特別委員長

### 国民民主党
- 参議院議員会長

### 旧国民民主党
- 総務会長、財務金融・総務・決算部会長
- 副代表

### 民進党
- 副代表
- 財務局長

### 民主党
- 企業団体対策委員長代理（労働団体・厚生労働）
- 「次の内閣」 内閣府特命担当大臣（公務員制度改革、規制改革）、行財政改革総合調査会副会長[18]
- 参議院国会対策委員長代理

## 政策・主張

### 原子力発電
原子力発電の存続に肯定的な、全国の電力会社やその関連企業で構成される労働組合・全国電力関連産業労働組合総連合の組織内候補の1人であり、2011年の東京電力福島第一原子力発電所事故以降、原発存続に向けて国会議員への陳情を行っていた電力総連の政治団体「電力総連政治活動委員会」から、計2650万円の献金を受けていた。2017年2月16日、蓮舫代表ら党執行部が提唱する「2030年原発ゼロ」のスローガンについて議論された民進党のエネルギー・環境調査会において、「30年代ゼロ」を「30年ゼロ」への前倒しに反対する意見を表明した。電力総連を含め、連合からも原発ゼロの前倒しに強い反対を受けた結果、蓮舫は党大会での「2030年原発ゼロ」の表明を断念した。